# Quercus hartwissiana
Quercus hartwissiana Steven, 1857 è un albero della famiglia delle Fagaceae.
È originaria della Bulgaria sud-orientale, dell'Asia Minore settentrionale e lungo il Mar Nero e il Caucaso. Fu descritta per la prima dal botanico ed entomologo russo di origine finlandese Christian von Steven nel 1857.